# Diocesi di Bathurst (Australia)
La diocesi di Bathurst (in latino Dioecesis Bathurstensis) è una sede della Chiesa cattolica in Australia suffraganea dell'arcidiocesi di Sydney. Nel 2022 contava 66.660 battezzati su  236.190 abitanti. È retta dal vescovo Michael McKenna.

## Territorio
La diocesi comprende la città di Bathurst, dove si trova la cattedrale dei Santi Michele e Giovanni.
Il territorio è suddiviso in 17 parrocchie.

## Storia
La diocesi è stata eretta il 20 giugno 1865 con il breve Quod catholicae di papa Pio IX, ricavandone il territorio dall'arcidiocesi di Sydney.
Il 10 maggio 1887 ha ceduto una porzione del suo territorio a vantaggio dell'erezione della diocesi di Wilcannia (oggi diocesi di Wilcannia-Forbes), a cui ha ceduto altri 6 distretti parrocchiali il 28 luglio 1917.
Il 1º settembre 1937, con la lettera apostolica Romanum Pontificem, papa Pio XI ha proclamato san Patrizio patrono della diocesi.

## Cronotassi dei vescovi
Si omettono i periodi di sede vacante non superiori ai 2 anni o non storicamente accertati.
- Matthew Quinn † (23 giugno 1865 - 16 gennaio 1885 deceduto)
- Joseph Patrick Byrne † (5 maggio 1885 - 12 gennaio 1901 deceduto)
- John Mary Dunne † (8 settembre 1901 - 22 agosto 1919 deceduto)
- Michael O'Farrell, C.M. † (16 giugno 1920 - 3 aprile 1928 deceduto)
- John Francis Norton † (9 aprile 1928 succeduto - 16 giugno 1963 deceduto)
- Albert Reuben Edward Thomas † (29 settembre 1963 - 12 aprile 1983 ritirato)
- Patrick Dougherty † (1º settembre 1983 - 11 novembre 2008 ritirato)
- Michael McKenna, dal 15 aprile 2009

## Statistiche
La diocesi nel 2022 su una popolazione di 236.190 persone contava 66.660 battezzati, corrispondenti al 28,2% del totale.
| anno | popolazione | popolazione | popolazione | presbiteri | presbiteri | presbiteri | presbiteri                | diaconi | religiosi | religiosi | parrocchie |
| anno | battezzati  | totale      | %           | numero     | secolari   | regolari   | battezzati per presbitero | diaconi | uomini    | donne     | parrocchie |
| ---- | ----------- | ----------- | ----------- | ---------- | ---------- | ---------- | ------------------------- | ------- | --------- | --------- | ---------- |
| 1949 | 32.260      | 127.374     | 25,3        | 72         | 60         | 12         | 448                       |         | 30        | 345       | 21         |
| 1954 | 36.573      | 130.647     | 28,0        | 74         | 61         | 13         | 494                       |         | 19        | 314       | 22         |
| 1965 | 50.145      | 177.329     | 28,3        | 73         | 61         | 12         | 686                       |         | 28        | 414       | 32         |
| 1968 | 46.011      | 184.045     | 25,0        | 71         | 59         | 12         | 648                       |         | 31        | 367       | 32         |
| 1980 | 59.700      | 202.000     | 29,6        | 49         | 40         | 9          | 1.218                     |         | 17        | 257       | 26         |
| 1990 | 55.628      | 185.798     | 29,9        | 48         | 43         | 5          | 1.158                     |         | 17        | 180       | 25         |
| 1999 | 63.370      | 197.526     | 32,1        | 41         | 38         | 3          | 1.545                     |         | 11        | 116       | 22         |
| 2000 | 64.859      | 198.163     | 32,7        | 38         | 38         |            | 1.706                     |         | 4         | 120       | 22         |
| 2001 | 64.936      | 207.795     | 31,3        | 40         | 36         | 4          | 1.623                     |         | 5         | 110       | 22         |
| 2002 | 66.185      | 273.346     | 24,2        | 40         | 36         | 4          | 1.654                     |         | 5         | 110       | 21         |
| 2003 | 64.720      | 202.658     | 31,9        | 39         | 35         | 4          | 1.659                     |         | 5         | 106       | 21         |
| 2004 | 67.728      | 203.621     | 33,3        | 38         | 34         | 4          | 1.782                     |         | 5         | 101       | 21         |
| 2006 | 48.342      | 172.982     | 27,9        | 35         | 31         | 4          | 1.381                     |         | 5         | 93        | 21         |
| 2012 | 67.400      | 225.000     | 30,0        | 36         | 29         | 7          | 1.872                     |         | 8         | 96        | 19         |
| 2015 | 70.200      | 228.800     | 30,7        | 30         | 22         | 8          | 2.340                     |         | 9         | 80        | 19         |
| 2018 | 65.485      | 232.817     | 28,1        | 29         | 21         | 8          | 2.258                     | 4       | 8         | 65        | 17         |
| 2020 | 65.681      | 232.701     | 28,2        | 30         | 23         | 7          | 2.189                     | 4       | 7         | 60        | 17         |
| 2022 | 66.660      | 236.190     | 28,2        | 30         | 23         | 7          | 2.222                     | 4       | 7         | 55        | 17         |